# روح‌انگیز راهگانی
روح‌انگیز راهگانی (زاده ۱۳۳۲) آهنگساز، نوازنده پیانو، پژوهش‌گر موسیقی و مترجم اهل ایران است.

## زندگی
روح انگیز راهگانی در سال ۱۳۳۲ از پدر و مادری کرد در مسجدسلیمان به دنیا آمد. پدر او کارمند شرکت نفت جنوب (کنسرسیوم) بود. آن‌ها ابتدا به اهواز مهاجرت کردند و از سال ۱۳۴۹ ساکن تهران شدند. راهگانی در سال ۱۳۵۱ در رشته ی طبیعی دیپلم گرفت و به عنوان آموزگار در آموزش و پرورش مشغول به کار شد. سال ۱۳۵۵ به استخدام شرکت ملی نفت در آمد. او دو فرزند به نام‌های چکامه (نقاش و نویسنده) و چکاوک (آهنگساز و نوازنده پیانو) دارد.

## فعالیت هنری
از راهگانی تا کنون شش آلبوم موسیقی با عنوان‌های یادگار (پیانو، ۱۳۶۸)، به دیدار آفتاب (پیانو، ویولن و فلوت، ۱۳۷۰)، کوچ (پیانو، ویولن، فلوت، ابوا، کلارینت و سازهای کوبه‌ای، ۱۳۷۲)، چامه‌ها و چکامه‌ها (ارکستر زهی، ۱۳۷۳)، سایه‌روشن خیال (ارکستر و پیانو، ۱۳۷۶) و برکه‌ی مهتاب (پیانو، ۱۳۹۴) منتشر شده است.
او همچنین دو سمفونی به نام‌های " اندوه تخت جمشید" و " شکوه پاسارگاد"، یک کنسرتو پیانو و یک کنسرتو ویولن، مجموعه‌ای از قطعه‌های پیانو به نام "تابلوهای یک نمایشگاه" و مجموعه‌ی ارکستری به نام "شب‌های کارون" تصنیف کرده است.
تعدادی از آثار راهگانی توصیفی هستند و با الهام از تابلوهای نقاشی چکامه راهگانی تصنیف شده‌اند به همین دلیل گروهی او را "نقاش پیانو" نامیده‌اند، اما گروهی او را «شاعر پیانو» لقب داده اند که با واژه‌ها در موسیقی بازی می کند و با پیانو شعر می سراید.

## دیگر آثار
تاریخ موسیقی جهان (۱۳۷۶) و تاریخ موسیقی ایران (۱۳۷۷) با همکاری انتشارات پیشرو، تاریخ نمایش، تآتر  و اسطوره در عصر باستان (۱۳۸۷) با همکاری انتشارات قطره، آموزش پیانو (۱۳۹۹) با همکاری انتشارات تصنیف به چاپ رسیده و کتاب فرهنگ تفسیری موسیقی او در دست چاپ است.
راهگانی به زبان‌های انگلیسی و فرانسه تسلط دارد و ۳۱ کتاب با عنوان «کتاب‌های علمی-پژوهشی» ترجمه کرده است که با انتشارات علمی و مهرآوید به چاپ رسیده‌اند.
او همچنین کتاب و داستان موزیکال «پیتر و گرگ»  اثر پروکفیف را ترجمه کرده و با اجرای ارکستر اپرای دو لیون فرانسه هم اکنون در فضای وب (با مقدمه و گویندگی راهگانی) در حال پخش است. ترجمه‌ی دایرةالمعارف «لیدی بیرد» او در دست چاپ است. 